# Пісенний вернісаж
«Пісенний вернісаж» — Всеукраїнський фестиваль-конкурс сучасної естрадної пісні.
Співзасновниками фестивалю є творча спілка «Асоціація діячів естрадного мистецтва України», Міністерство культури і туризму України, Федерація профспілок України, Київська міська державна адміністрація, Київська обласна державна адміністрація, Національна телекомпанія України, Національна радіокомпанія України, Агентство охорони прав виконавців.
До участі в конкурсі запрошуються автори та виконавці з усіх регіонів України та зарубіжжя. 
Фестиваль проводиться щорічно у у третій декаді лютого у Національному палаці мистецтв «Україна»., на інших коцертних майданчиках Києва.

## Творчий склад
Сценарист і художній керівник фестивалю Віктор Герасимов.
Головним режисером фестивалю довгі роки був Борис Шарварко.
Багато років ведучою фестивалю є Лариса Недін.